# Popivka, Kirovohrad
Popivka (în ucraineană Попівка) este un sat în comuna Pervozvanivka din raionul Kirovohrad, regiunea Kirovohrad, Ucraina.

## Demografie
Componența lingvistică a localității Popivka
     Ucraineană (87,75%)
     Rusă (12,25%)
Conform recensământului din 2001, majoritatea populației localității Popivka era vorbitoare de ucraineană (87,75%), existând în minoritate și vorbitori de rusă (12,25%).